# 飯島一暢
飯島 一暢（いいじま かずのぶ、1947年（昭和22年）1月4日 - ）は、日本の実業家。株式会社サンケイビル代表取締役社長執行役員、株式会社グランビスタホテル&リゾート代表取締役会長、株式会社産業経済新聞社監査役、グリーホールディングス株式会社独立社外取締役。
株式会社フジ・メディア・ホールディングス常務取締役、株式会社フジテレビジョン 常務取締役、株式会社サテライト・サービス代表取締役社長（初代）株式会社海外需要開拓支援機構代表取締役会長、スカパーJSATホールディングス株式会社非常勤取締役、株式会社WOWOW非常勤取締役などを歴任した。

## 人物
東京都出身。1969年、早稲田大学教育学部を卒業後、数年間海外を放浪。最後に訪れたアフリカで三菱商事の現地駐在員と出会い。帰国後に入社の誘いを受ける。
1972年4月、三菱商事に入社。入社後4年間はアフリカ専門要員としてマーケティングを担当し、その後鉄鋼部門に異動。ロサンゼルス駐在を経て、情報産業・ニューメディア分野に転じる。
1980年代後半、総合商社は衛星ビジネスに注力しており、伊藤忠商事と三井物産が組んだ日本通信衛星（JSAT）が先行。TBS系列（ジャパン・ニュース・ネットワーク）や日本テレビ系列（日本テレビネットワーク協議会）など民放系列との提携を進めていた。
三菱グループのジョイントベンチャーである宇宙通信（三菱商事、三菱重工、三菱電機などが出資）はフジテレビジョン（フジネットワーク）と提携。宇宙通信で営業部長を務めていた飯島は、このプロジェクトを担当した。
飯島は、アメリカのSNG（Satellite News Gathering）専門会社「コーナス」にフジテレビの技術陣を招き、最新のSNG技術を紹介。通信衛星を使った中継の手軽さを目の当たりにした技術スタッフは「これからはSNGだ」と確信し、フジテレビと飯島は三菱グループ各社の技術を結集。1台2億円弱の車載局26台を同一仕様で整備し、フジテレビ系列全社に配備した。
三菱系の通信衛星「SUPERBIRD A」は1989年6月に打ち上げ成功。1990年7月には、SNG専用のフジネットワーク向け衛星通信システム「フジサテライト（FSAT）」の運用が開始された。

### フジテレビジョンに転籍
FSATを成功に導いた飯島は、1997年にフジテレビジョン（現 フジ・メディア・ホールディングス）に転籍。2005年のでは、経営企画局長としてライブドアとの折衝にあたった。

### サンケイビル社長
2012年6月、 フジ・メディア・ホールディングス傘下のサンケイビル代表取締役社長に就任。同社を不動産管理会社から総合不動産デベロッパーへと転換させた。2015年4月にはグランビスタ ホテル&リゾート（旧：三井観光開発）を買収し、観光事業へ進出。
サンケイビル社長
2012年6月、フジ・メディア・ホールディングス傘下のサンケイビル代表取締役社長に就任。同社を不動産管理会社から総合不動産デベロッパーへと転換させた。2015年4月にはグランビスタ ホテル&リゾート（旧：三井観光開発）を買収し、観光事業へ進出。

## 略歴
- 1972年（昭和47年）4月 - 三菱商事株式会社入社
- 1979年（昭和54年）5月 - 米国三菱商事ロスアンゼルス支店勤務
- 1981年（昭和56年）12月 - 三菱商事株式会社鉄鋼輸出部
- 1985年（昭和60年）12月 - 宇宙通信株式会社出向
- 1991年（平成3年）6月 - 同取締役営業本部長
- 1995年（平成7年）4月 - 三菱商事株式会社メディア放送事業部長
- 1997年（平成9年）
  - 5月 - 株式会社フジテレビジョン（現：株式会社フジ・メディア・ホールディングス）入社
  - 6月 - ジェイ･スカイ・ビー株式会社出向（放送本部長）
- 1999年（平成11年）6月 - 株式会社フジテレビジョン経営企画局長
- 2000年（平成12年）10月 - 株式会社サテライト・サービス代表取締役社長
- 2001年（平成13年）6月 - 株式会社フジテレビジョン執行役員経営企画局長兼ストリーミングフィールドマネージャー
- 2004年（平成16年）6月 - 株式会社WOWOW取締役
- 2005年（平成17年）7月 - 株式会社フジテレビジョン上席執行役員総合調整局長
- 2006年（平成18年）6月 - 同取締役経営企画局長
- 2007年（平成19年）4月 - 株式会社スカパーJSATホールディングス取締役
- 2008年（平成20年）6月 - 株式会社フジテレビジョン常務取締役
- 2009年（平成21年）10月 - 株式会社フジ・メディア・ホールディングス常務取締役、株式会社フジテレビジョン常務取締役[2][3]
- 2012年（平成24年）6月 - 株式会社サンケイビル代表取締役社長
- 2013年（平成25年）11月- 株式会社海外需要開拓支援機構（クール・ジャパン推進機構）代表取締役会長
- 2018年（平成30年）6月 - 株式会社海外需要開拓支援機構会長を退任[9]
- 2021年（令和3年）
  - 6月 - 株式会社WOWOW、株式会社スカパーJSATホールディングス取締役を任期満了により退任[10][11]
  - 6月 - 株式会社産業経済新聞社監査役[12]